# Polly Walker
Polly Walker (ur. 19 maja 1966 w Warrington, Cheshire) – angielska aktorka, nominowana do Złotego Globu oraz do nagrody Satellite Award za rolę w serialu telewizyjnym Rzym. Wystąpiła również w filmach Czas patriotów (1992) i Bandyta (1997).

## Filmografia
- Lorna Doone (1990) jako Lorna Doone
- Niebezpieczny człowiek: Lawrence po Arabii (A Dangerous Man: Lawrence After Arabia, 1990) jako Mme. Dumont
- Czarowny kwiecień (Enchanted April, 1992) jako Caroline Dester
- Czas patriotów (Patriot Games, 1992) jako Annette
- Shogun Mayeda (Kabuto, 1992) jako Cecilia
- Équilibristes, Les (1992) jako Hélene Lagache
- Proces (The Trial, 1993) jako Leni
- Sliver (1993) jako Vida Warren
- Czas przemian (Restoration, 1995) jako Celia Clemence
- Emma (1996) jako Jane Fairfax
- Robinson Crusoe (1997) jako Mary McGregor
- Bandyta (1997) jako Mara
- Grób Roseanny (Roseanna’s Grave, 1997) jako Cecilia
- Szepty aniołów (Talk of Angels, 1998) jako Mary Lavelle
- Dark Harbor (1999) jako Alexis Weinberg
- 8 i pół kobiety (8 and 1/2 Women, 1999) jako Palmira
- Pierwsza była Alice (After Alice, 1999) jako dr Vera Swann
- Goście z zaświatów (Curtain Call, 1999) jako Julia
- Jeffrey Archer: The Truth (2002) jako Mary Archer
- Detoks (D-Tox, 2002) jako Jenny
- Krwawy Mesjasz (Savage Messiah, 2002) jako Paula Jackson
- Rozgrywki (State of Play, 2003) jako Anne Collins
- Burmistrz Casterbridge (The Mayor of Casterbridge, 2003) jako Lucetta Templeman
- Control (2004) jako Barbara
- Rzym (Rome, 2005-2007) jako Atia
- Burza hormonów (Scenes of a Sexual Nature, 2006) jako Esther
- Rodzina Duque (Cane, 2007) jako Ellis Samuels
- Caprica (2010–2011, serial tv) jako Clarice Willow
- John Carter (2012) jako Sarkoja

## Nagrody
- 2006 Złoty Glob Najlepsza aktorka w serialu dramatycznym Rzym (Nominacja)
- 2006 Satellite Award Najlepsza aktorka drugoplanowa w serialu miniserialu lub filmie telewizyjnym Rzym (Nominacja)